# Niederländische Badmintonmeisterschaft 1935
Die Niederländische Badmintonmeisterschaft 1935 war die fünfte Auflage der nationalen Titelkämpfe im Badminton in den Niederlanden. Die Meisterschaft wurde in Den Haag ausgetragen.

## Titelträger
| Disziplin    | Sieger                           |
| ------------ | -------------------------------- |
| Herreneinzel | J. P. H. Woltman                 |
| Dameneinzel  | Co Jansen                        |
| Herrendoppel | J. P. H. Woltman W. E. Dingemans |
| Damendoppel  | Annie W. Ernst Co Jansen         |
| Mixed        | J. P. H. Woltman Annie W. Ernst  |